# Akcja Komitatów
Akcja Komitatów – masowa akcja uchwalania w 1831 przez szlachtę poszczególnych dzielnic węgierskich (komitatów) petycji do austriackiego cesarza Franciszka II Habsburga, w których formułowano żądanie opowiedzenia się po stronie walczącej z Rosją Polski (powstanie listopadowe).
Wybuch powstania obudził sympatie węgierskie dla Polski i tendencje opozycyjne wśród węgierskiej szlachty. Lajos Kossuth, który dopiero rozpoczynał swoją polityczną karierę, stwierdził wówczas: Sprawa polska jest sprawą całej Europy i odważnie śmiem powiedzieć, że kto nie szanuje Polaka, kto nie błogosławi jego sprawiedliwej broni, ten nie kocha swego króla ani swojej ojczyzny. Kossuth w powstaniu listopadowym widział naturalnego sojusznika dla uzyskania przez Węgrów zwiększonych swobód obywatelskich w ramach habsburskiej monarchii (nie myślał jeszcze wówczas o całkowitym zerwaniu z Austrią). Akcja zataczała szerokie kręgi i była największym takim ruchem pomocowym dla powstania w Europie, a nadto miała znaczny wpływ na budzenie się potrzeb reformatorskich w obrębie samych Węgier. W maju 1831 administrator dotąd prorządowego komitatu Bereg donosił: ruch rewolucyjny budzi się cudownie z każdej strony. Trudno przyszłość przewidzieć, bo wszystkie wydarzenia toczą się przypadkowo. Po upadku powstania ruch reformatorski wzbudzony na Węgrzech zwolnił, ale nigdy już nie przygasł zupełnie. 